# Wiktor Astafjew
Wiktor Pietrowicz Astafjew (ros. Виктор Петрович Астафьев; ur. 1 maja 1924 w Owsiance (Kraj Krasnojarski), zm. 29 listopada 2001 w Krasnojarsku) – rosyjski pisarz i scenarzysta. W prozie podejmował wątki psychologiczno-obyczajowe, ukazując życie mieszkańców Syberii (gdzie wychował się w domu dziecka i mieszkał) i zagrożenie piękna jej przyrody, jak i problem przestępczości w ZSRR.
Uczył się w szkole w Igarce, gdzie skończył 6 klas, w latach 1941–1942 uczył się w szkole uniwersytetu fabryczno-zawodowego. Następnie ochotniczo zgłosił się na front, gdzie był kierowcą i łącznikiem brygady artylerii, w 1943 został kontuzjowany i ciężko ranny. 
Od 1945 mieszkał w mieście Czusowoj, a od 1963 w Permie, w 1951 opublikował swoje pierwsze opowiadanie. W 1958 został członkiem Związku Pisarzy ZSRR, w latach 1959–1961 uczył się na wyższych kursach literackich w Moskwie przy Instytucie Literackim im. Gorkiego. Od końca lat 60. mieszkał w Wołogdzie, później w Krasnojarsku i w rodzinnej wsi.

## Wybrana twórczość

### Powieści
- 1953 – Do buduszczej wiesny (ros. До будущей весны)
- 1958 – Tajut sniega (ros. Тают снега)
- 1995 – Prokljaty i ubity (ros. Прокляты и убиты)

### Nowele i opowiadania
- 1958 – Pieriewał (ros. Перевал)
- 1960 – Starodub (ros. Стародуб)
- 1966 – Kradzież[2] (ros. Кража)
- 1967 – Gdie-to griemit wojna (ros. Где-то гремит война)
- 1968 – Ostatni pokłon[3] (ros. Последний поклон)
- 1968 – Fotografija, na kotoroj mienia niet (ros. Фотография, на которой меня нет)
- 1970 – Slakotnaja osien' (ros. Слякотная осень)
- 1960–1972 - Zwiezdopad (ros. Звездопад)
- 1976 – Królowa ryb[4] (ros. Царь-рыба)
- 1984 – Łowla pieckariej w Gruzii (ros. Ловля пескарей в Грузии)
- 1987 – Smutny kryminał[5] (ros. Печальный детектив)
- 1995 – Tak choczetsia żyt' (ros. Так хочется жить)
- 1995–1996 - Obierton (ros. Обертон)
- 1997 – Iz tichogo swieta (ros. Из тихого света)
- 1998 – Wiesiołyj sołdat (ros. Весёлый солдат)
- Wasiutkino oziero (ros. Васюткино озеро)

### Sielanki
- 1967 – Pasterz i pasterka[6] (ros. Пастух и пастушка)
- 1968 – Kon' s rozowoj griwoj (ros. Конь с розовой гривой)
- 1987 – Ludeczka[7][8] (ros. Людочка)

### Dramaty
- 1980 – Prosti mienia (ros. Прости меня)

## Nagrody i odznaczenia
- Złoty Medal „Sierp i Młot” Bohatera Pracy Socjalistycznej (21 sierpnia 1989)
- Order Lenina (21 sierpnia 1989)
- Order „Za zasługi dla Ojczyzny” II klasy (28 kwietnia 1999)
- Order Czerwonego Sztandaru Pracy (dwukrotnie, 25 kwietnia 1974 i 29 kwietnia 1984)
- Order Wojny Ojczyźnianej II klasy (11 marca 1985)
- Order Czerwonej Gwiazdy (11 marca 1944)
- Order Przyjaźni Narodów (7 sierpnia 1981)
- Nagroda Państwowa ZSRR (dwukrotnie, 1978 i 1991)
- Nagroda Państwowa Federacji Rosyjskiej (dwukrotnie, 1996 i pośmiertnie 2003)
- Medal „Za odwagę” (19 listopada 1943)
- Nagroda Aleksandra Sołżenicyna (pośmiertnie, 2009)